# Miren Basaras
Miren Basaras Ibarzabal (Derio, 1968) es una microbióloga y  profesora de la Universidad del País Vasco (UPV/EHU) en el Departamento de Inmunología, Microbiología y Parasitología de la Facultad de Medicina y Enfermería de Vizcaya. En septiembre de 2020 asumió la gestión del Comité de Vigilancia COVID-19, organismo de la UPV/EHU encargado de los efectos que dicha enfermedad pueda ocasionar en los campus de la universidad.

## Biografía
Basaras se licenció en Biológicas en la Universidad del País Vasco y se doctoró en 1995 con la tesis Detección de RNA en la infección por VHC. Implicación en la terapéutica de las hepatitis crónicas. Es profesora titular de Microbiología e imparte docencia en el grado de Medicina, así como en el Máster de Microbiología y Salud y en el programa de Doctorado de Microbiología.
Actualmente es profesora e investigadora de la universidad pública vasca y responsable COVID-19 que gestiona el Comité de Vigilancia COVID-19, organismo de la universidad pública vasca encargado de la coordinación, asesoría, información, seguimiento y control de los efectos diarios que la pandemia del SARS-CoV-2 ocasiona en la universidad. 
Basaras ha dirigido varias tesis doctorales, así como publicado varios libros y artículos científicos.

## Obras
- Mikrobiologia medikoa (2004, EHU). Egilekidea: Adelaida Umaran.[7][8]
- Desafíos de la Microbiología. Libro homenaje al profesor Ramón Cisterna Cancér (2018, EHU). Egilekidea: Lucila Madariaga.[9]